# Gerard Pauwels
Gerard „Gerry“ William Pauwels (* 25. November 1945 in South Bend, St. Joseph County, Indiana; † 7. Februar 2022 in den USA) war ein US-amerikanischer Schauspieler und Jurist.

## Leben
Pauwels wurde am 25. November 1945 in South Bend als Sohn von Edward und Lucille Pauwels, geborene Jaworksi, geboren. Er hatte eine Schwester und zwei Brüder. Er war 42 Jahre lang mit Colleen Kristl Pauwels verheiratet und war Vater von zwei Kindern. Er besuchte die Saint Joseph High School in South Bend, wo seine Liebe zum Schauspiel durch eine Rolle in der Schulproduktion Our Town erweckt wurde. 1963 zog er nach Bloomington, um ein Studium an der Indiana University Bloomington zu beginnen. 1967 erlangte er dort seinen Bachelor of Arts. 1975 machte er einen Master of Arts, 1986 erwarb er einen Ph.D. 1979 wurde er der Gewinner des ersten nationalen Wettbewerbs für Aufführungskritik des American College Theatre Festival in Washington und erhielt zusätzlich ein Stipendium für den Besuch des National Critics Institute am Eugene O’Neill Theater Center in Waterford. Später arbeitete er als Professor an den Theaterfakultäten der Indiana University und der DePauw University. Ab 1995 machte er seinen Juris Doctor an der Indiana University Maurer School of Law und hatte bis Mitte der 2000er Jahre eine eigene Anwaltskanzlei.
Danach spielte Pauwels 2006 im Kurzfilm Until the Last Time, ehe er 2009 in den beiden Spielfilmen Mental Scars und Spooky Tales mitspielte. 2010 spielte er in der Komödie Monster Cruise die Rolle des Maxwell Gordon. Im selben Jahr war er außerdem in Resurrection als Big Bob zu sehen. 2011 stellte er im Fernsehfilm Camel Spiders – Angriff der Monsterspinnen die Rolle des Professor Essex dar. Im Folgejahr wirkte er im Tierhorrorfernsehfilm Gila! in der Rolle des Mayor Wheeler mit. 2017 spielte er im Kriegsfilm Operation Dünkirchen die Rolle des Colonel Plummer.
Pauwels war mehrere Jahrzehnte als Bühnendarsteller tätig. So spielte er beispielsweise am Bloomington Playwright’s Project, dem Jewish Theatre of Bloomington, der Cardinal Stage, dem Ghostlight Theatricals, dem Brown County Playhouse, dem South Carolina Repertory Company on Hilton Head oder dem Cortland Repertory Theatre of New York. Bis zum Schluss stand er auf der Bühne. So war er etwa 2021 in der Hauptrolle des Ebenezer Scrooge im Stück A Christmas Carol am Indianapolis Beef & Boards Professional Theater zu sehen. Er verstarb am 7. Februar 2022 im Alter von 76 Jahren. Er wurde in Bloomington beigesetzt.

## Filmografie (Auswahl)
- 2006: Until the Last Time (Kurzfilm)
- 2009: Mental Scars
- 2009: Spooky Tales
- 2010: Monster Cruise
- 2010: Resurrection
- 2011: Camel Spiders – Angriff der Monsterspinnen (Camel Spiders, Fernsehfilm)
- 2012: Gila! (Fernsehfilm)
- 2014: Virtuoso
- 2016: Nessie & Me
- 2017: Silk Trees
- 2017: Operation Dünkirchen (Operation Dunkirk)
- 2017: And Justice for All: Indiana’s Federal Courts (Fernsehdokumentation)

## Theater (Auswahl)
- 2021: A Christmas Carol, Regie: Elizabeth Stark-Payne, Cortland Repertory Theatre of New York